# 政府山保育爭議事件

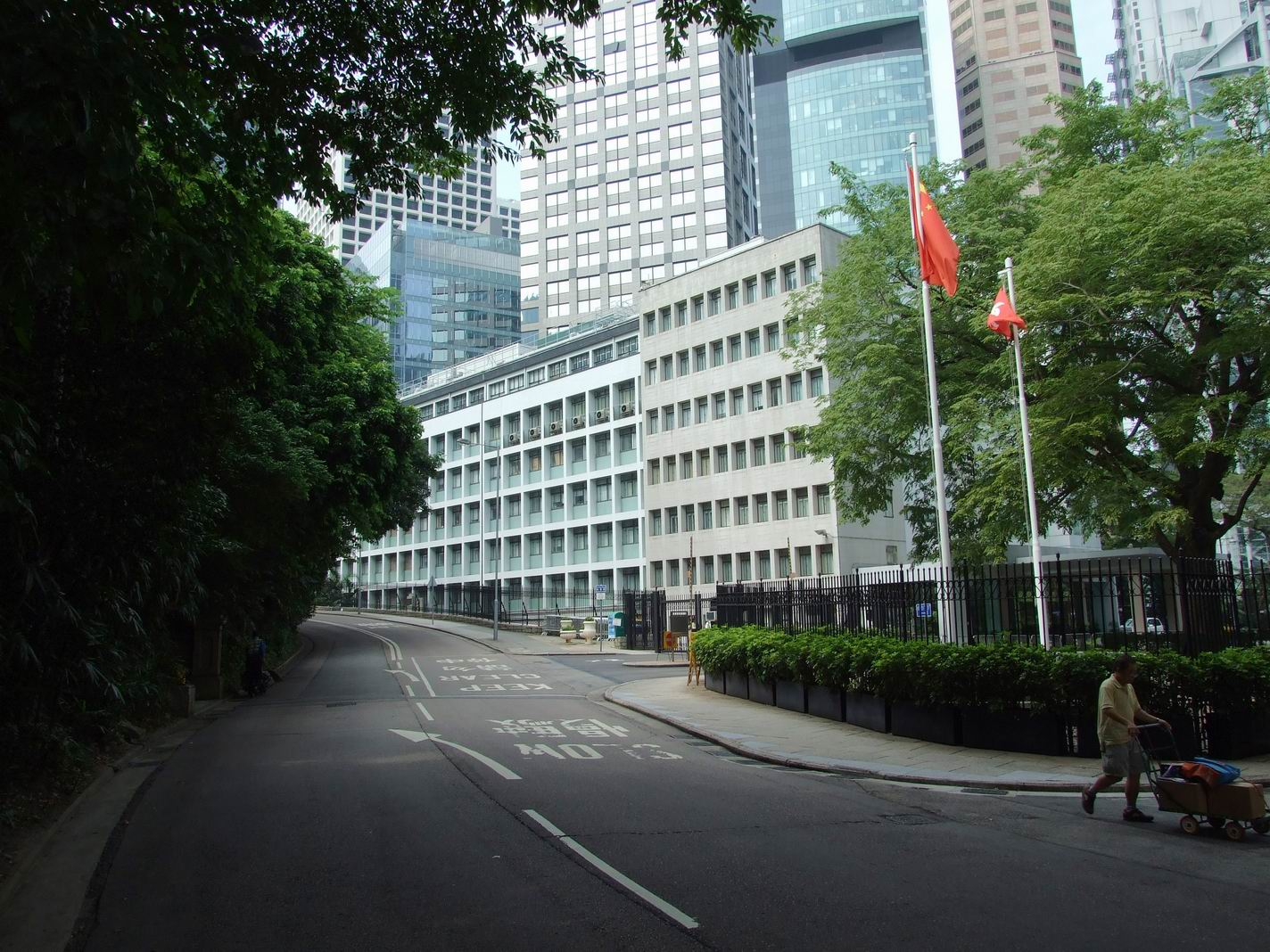
中區政府合署西座

政府山保育爭議事件是指2010年至2012年期間香港政府有意將位於政府山的中區政府合署西座拆卸重建所引起的保育爭議事件。

## 背景
2006年，香港政府公布添馬艦發展工程，提出把現時位於中環下亞厘畢道香港特別行政區政府總部的各辦公室大樓遷至添馬艦，落實於2011年暑假至年底期間正式搬到添馬艦政府總部大樓。隨著香港特別行政區政府特首曾蔭權在2009-10年度《施政報告》提出「保育中環」，政府山一帶地域的重要建築群被計劃進行綠化和發展，中區政府合署建築群成為八個中環保育項目之一，2010年，政府提出政府山一帶的保育計劃引來了香港社會的迴響。

## 方案
發展局與規劃署於2010年9月17日公布中區政府合署建築群保育計劃，主要會保留相連的政府總部中座和東座大樓，西座則改建為商業及休憩用途，保育計劃提出將西座大樓的東部重建作6800平方米的公共休憩用地，西端則興建一幢商業大廈，包括甲級寫字樓及購物設施，商業大廈提供約42000平方米的總樓面面積。

政府指出經過英國建築師事務所及歷史建築顧問於2009年進行的《中區政府合署歷史及建築價值審評》，認為西部大樓的歷史價值及建築特色較低，因此決定改建西部大樓。改建後公眾休憩用地將使中區政府合署用地回復現有中座、東座和西座三幢大樓仍未興建前的舊觀，將綠化帶由香港禮賓府向下延伸至雪廠街和炮台里。而新商業大廈面向皇后大道中及雪廠街的低層部分，將採用綠化外牆和平台的設計概念，延伸炮台里的翠綠，大廈主水平基準上150米的最高高度，較附近大部分建築物為低。而改建後的中區政府合署將會繼續保留作為中西區文物區內景點之一。

## 坊間回應

### 支持
支持香港政府提出保留政府總部中、東座而改建西座為商業大廈和休憩用地的人士，認為由於現時核心寫字樓供應嚴重落後於需求，根據房地產顧問公司高緯環球發表的2010年第4季研究報告，香港中環甲級寫字樓平均每月呎租達到110.3元水平，香港政府興建的計劃可解決中環區甲級商廈不足，控制中環地區商業大廈的租金水平，加快金融業的發展，可為香港帶來更多的就業機會。一度強烈要求保育人士讓步，鼓勵香港政府盡快落實方案。

### 反對

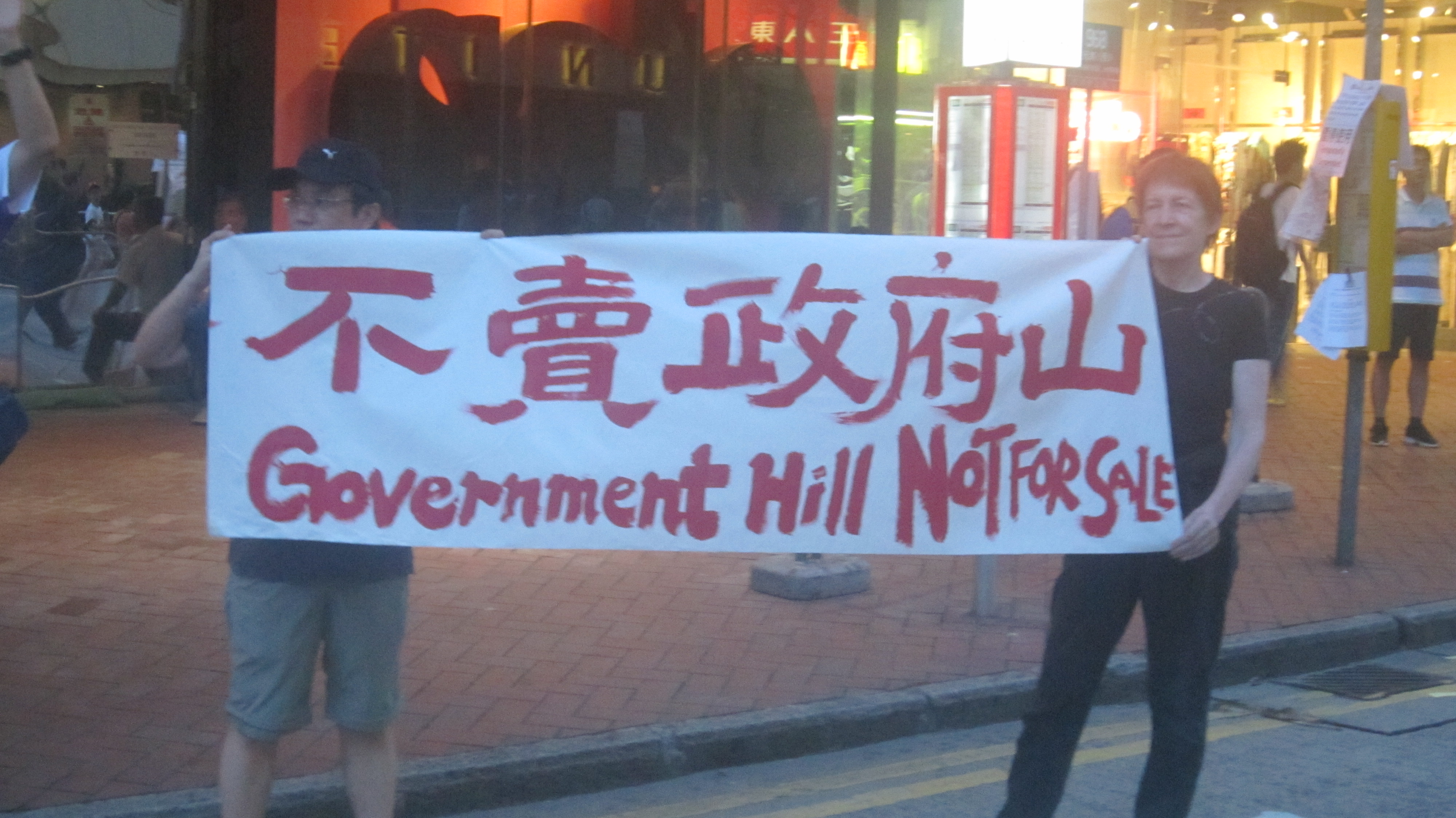
有反對人士於2011年的七一遊行高舉「不賣政府山」的示威口號

香港政府提出建議方案後，多個環保團體、政黨及學者大力反對，其中：

- 2010年11月23日，香港立法會委員會在討論政府建議拆卸中區政府合署西座大樓，重建為商業大廈的過程中，十六個團體聯署反對建議，二十多人在立法會大樓外抗議，要求當局委聘獨立專家做考古調查，再諮詢公眾。[9]
- 「公共專業聯盟」指出政府造法是違反國際保育準則、政府顧問報告及良好規劃準則。[10]
- 「環保觸覺」認為將西座改建為商業大廈，會造成固體廢物，增加堆填區的負擔，並會令區內交通超出負荷。[11]
- 中西區關注組指「政府山」包含本港管治及發展歷史，有重要歷史文化意義，應完整保育。[12]
- 兩名前高官、前歷史博物館館長丁新豹及前政府檔案處處長朱福強表示政府山價值是整個地段本身濃厚的歷史感，建議將西座改為介紹香港歷史、文化及政治的景點，闢設文獻展覽館以保育文獻遺產。[13]
- 莫昭如提出1970年代政府山是香港市民示威遊行的終點，存有濃厚的港人回憶。[14]
- 公共專業聯盟主席黎廣德（時為公民黨副主席）於2010年10月27日在一篇刊登於信報的文章中引述香港中文大學建築系退休教授Vito Bertin，指 Bertin 教授於實地考證後指出，從禮賓府向北望，中區合署的東翼和西翼剛好在中軸線的左右對稱，在禮賓府與維多利亞商業城區之間，構成一個緩衝的綠化空間。當時的設計師利用一個空間符號，突顯出「政」「商」的區隔。若果政府總部西座拆卸，半個政府山「淪為」地產商地盤，原先分隔的空間就會變得支離破碎。[15]
- 2011年2月15日由保護海港協會、中西區關注組、香港文化遺產基金會、長春社、公共專業聯盟及綠領行動等 16個團體和包括社署前助理署長簡何巧雲等四十多名專業人士宣佈組成「政府山關注組」，要求政府總部用地列為「歷史保護區」，建議成立一個特別地帶，以保留原有建築為先，反對西部被改建為甲級寫字樓。[16]
- 2012年1月「政府山關注組」拜訪當年負責興建政府山的前工務司鄔励德，鄔表示政府山三座大樓應完整保存，可以改變用途的方法來作保留。

## 公民黨民意調查
2011年2月8日，公民黨公布於2011年1月19日至2月2日期間向香港市民進行隨機抽樣電話調查，以了解香港社會對計劃的意見。調查中總共訪問了1,130位公眾人士，結果顯示73%受訪者認為政府山應該保留作為公共用途，13%受訪者認為應該更改為商業用途的；61%受訪者認為保育整個政府山歷史遺址的原整性，13%受訪者認為應為商界提供甲級寫字樓。公民黨要求政府保育政府山。

## 結果
2012年6月，西座被暫定評級為二級歷史建築（具特別價值而須有選擇性地予以保存），其後古物諮詢委員會就暫定評級進行諮詢，接獲94%意見希望將整座政府山列為古蹟。
2012年12月，香港政府決定放棄將西座拆卸及重新興建的計劃，並且決定將整座政府山建築群保留，移交予律政司及法律相關的非政府組織使用。
2012年12月17日早上，在古物諮詢委員會會議上，有12名委員支持將西座列為一級建築，8人支持將西座列為二級建築，兩人放棄投票。主席陳智思表示，委員可能因為受到公眾意見影響。